# 张集乡 (潢川县)
张集乡，是中华人民共和国河南省信阳市潢川县下辖的一个乡镇级行政单位。

## 行政区划
张集乡下辖以下地区：
张集村、樊岗村、檀树村、朝坊村、龚瓦房村、霸王台村、高寨村、冯岗村、吴集村、平楼村、吴楼村、杨集村村、曾寨村、李寨村和新桥村。